# Жёлтая музыка
Желтая музыка (кит. трад. 黃色音樂, упр. 黄色音乐, пиньинь huángsè yīnyuè, палл. хуаньсэ иньюэ,  (вьет. Nhạc vàng)) — жанр популярной музыки. Термин «жёлтая музыка» был использован в Китае и Вьетнаме, чтобы описывать типы музыки, которые имеют особое происхождение.

## Китай
В Китае термин «жёлтая музыка» или «желтые песни» (кит. трад. 黃色歌曲, упр. 黄色歌曲, пиньинь huángsè gēqǔ, палл. хуаньсэ гэцзю) использовуются для описания китайской популярной музыки в Шанхае 1920—1940-х годов. Жёлтый цвет связан с эротикой и сексом= так как иероглиф 黄, означающий жёлтый цвет, также означает «эротический». Коммунистическая партия Китая считала эту музыку крайне неприличной, как и весь жанр музыки c-pop. Он был запрещен вплоть до культурной революции. К началу 1980-х, однако, жёлтую музыку снова разрешили исполнять.

## Вьетнам
Во Вьетнаме термин относится к музыке Южного Вьетнама во время Вьетнамской войны. Название было придумано в противовес «красной музыки»  (вьет. но đỏ) и было одобрено коммунистическим правительством Северного Вьетнама. Жанр содержал темы, которые считались упадническими, и был запрещен в 1975 году. Те, кто продолжал слушать этот жанр, были наказаны, а их музыка конфискована. Большая часть жёлтой музыки была связана с жанром болеро. После падения Сайгона многие вьетнамские музыканты эмигрировали в США, чтобы продолжить свою карьеру и творческую деятельность там. Запрет на жёлтую музыку был смягчен в 1986 году, но к тому времени музыкальная индустрия прекратила свое существование.